# Тиета из Агресте, или Возвращение блудной дочери
«Тиета из Агресте» (порт. Tieta do Agreste, pastora de cabras, ou A volta da filha pródiga, melodramático folhetim em cinco sensacionais episódios e comovente epílogo: emoção e suspense, «Тиета из Агресте, пастушка коз, или Возвращение блудной дочери; мелодраматическое повествование в пяти сенсационных частях с захватывающим эпилогом, эмоциональным и неожиданным») — сатирико-мелодраматический роман Жоржи Амаду, опубликованный в 1977 году. Был начат в Баие, и завершён летом 1977 года в Лондоне. В 1989—1990 годах демонстрировался телесериал, в котором главную роль играла Бети Фариа. В 1996 году был снят фильм по мотивам романа, в котором главную роль играла Соня Брага.

## Сюжет
Действие разворачивается в середине 1970-х годов в захолустном городишке Санта-Ана до Агресте где-то на границе штатов Баия и Сержипи. Спустя 26 лет возвращается Антониета Эстевес, которую все зовут Тиета. Когда-то давно старшая сестра Перпетуя застала её занимающейся любовью с деревенским парнем, и отец выгнал Антониету из дома. Она выдаёт себя за респектабельную даму, хотя является содержательницей фешенебельного публичного дома в Сан-Паулу. Долгие годы она посылала деньги и подарки домой, но никто не знал, где она находится и чем занимается. Прибытие «блудной дочери» всколыхнуло захолустье. Благодаря усилиям Тиеты в город проведена электрическая линия от ближайшей гидроэлектростанции, а также планируется строительство завода по производству диоксида титана, что должно создать серьёзные экологические проблемы. Тиета привозит с собой молодую «воспитанницу» Леонору, и сама вступает в связь со своим племянником-семинаристом. В конце, взбаламутив свою родину, Тиета уезжает в Сан-Паулу, однако улица, названная в честь какого-то депутата, народом переименовывается в её честь.